# Micky Jones
Charles Michael (Micky) Jones (Merthyr Tydfil, 7 juni 1946 - Swansea, 10 maart 2010) was een Welshe rockgitarist. 
Oorspronkelijk maakte hij deel uit van de Welshe band The Bystanders maar later van de in 1968 mede door hem opgerichte progressieve rockband Man, ook uit Wales afkomstig, die vier keer met een album de Britse Top 40 bereikte.
In 2002 werd bij hem een hersentumor vastgesteld ten gevolge waarvan hij vanaf 2005 niet meer kon optreden. Micky Jones overleed in maart 2010 op 63-jarige leeftijd aan de gevolgen van de tumor.